# Luitge Nijsingh (de oudste)
Luitge Nijsingh was in de 16e eeuw schulte van de Drentse plaats Westerbork.
Nijsingh werd in 1566 door de Ridderschap  en Eigenerfden van Drenthe benoemd tot schulte van Westerbork. In 1575 benoemde ook Filips II hem in deze functie. Hij was daarmee de eerste in een lange reeks uit dit geslacht, die het in Westerbork voor het zeggen kreeg (waaronder de naar hem genoemde kleinzoon Luitge en achterachterkleinzoon Luytien). Meer dan 275 jaar, van 1566 tot 1843, zouden Nijsingh en zijn nakomelingen onafgebroken het ambt van schulte, maire, schout en burgemeester van Westerbork bekleden. Ook in diverse ander plaatsen van Drenthe vervulden zijn nakomelingen de functie van schulte, waaronder Beilen, Diever en de Wijk.  Een aantal van zijn nakomelingen was ook op provinciaal niveau bestuurlijk actief, onder meer als landschrijver, secretaris van de Landschap Drenthe en als gedeputeerde.
Nijsingh werd als schulte van Westerbork opgevolgd door zijn zoon Johan.

## De erfopvolging Nijsingh
Nijsingh beleefde niet veel vreugde aan het ambt van schulte. Hij zou op zijn sterfbed zijn elf zonen bij zich hebben geroepen, die hem moesten beloven geen van allen het ambt van schulte te zullen aanvaarden. Alle elf zonen overleden, volgens aantekeningen by de geschreven geslagtlyste der Nysinghen, aan de pest. Zijn twaalfde zoon Johan, die niet aanwezig was volgde zijn vader op en zorgde door middel van erfopvolging ervoor dat het ambt van schulte gedurende lange tijd in de familie Nijsingh zou blijven.